# Bertie Mee
Bertram „Bertie“ Mee (* 25. Dezember 1918 in Bulwell, Nottinghamshire; † 22. Oktober 2001 in London) war ein Fußballspieler und -trainer. Dabei war sein größter Erfolg im Jahre 1971 der Gewinn des ersten Doubles in der Geschichte des FC Arsenal.

## Werdegang
Mee spielte in seiner Jugendzeit für Derby County und Mansfield Town, bis ihn eine Verletzung zur frühzeitigen Beendigung seiner Spielerkarriere zwang. Er schloss sich in der britischen Armee dem Royal Army Medical Corps an, arbeitete dort als Physiotherapeut und stieg innerhalb von sechs Jahren zum Sergeant auf. Nachdem er die Armee wieder verlassen hatte, übte er seinen Beruf in der medizinischen Abteilung verschiedener Vereine aus, bis er 1960 beim FC Arsenal in derselben Funktion anheuerte und dabei Billy Milne ablöste.
Nach der Entlassung von Cheftrainer Billy Wright im Jahre 1966 bot ihm der Verein – zur großen Überraschung der Öffentlichkeit und auch für Mee selbst – die Nachfolge an. Mee nahm die Offerte an, wobei er auf einer Klausel bestand, die ihm im Misserfolgsfall nach zwölf Monaten eine Rückkehr in seine vorherige Funktion als Physiotherapeut ermöglichte. Er berief Dave Sexton und Don Howe als seine Assistenten und wollte dadurch eigene vermutete Kompetenzlücken in taktischen Angelegenheiten schließen.
Seit 1953 hatte Arsenal zu diesem Zeitpunkt keinen Titel mehr gewonnen, konnte sich aber unter Mee, mit Hilfe einiger junger Spieler, die 1966 den FA Youth Cup errungen hatten, darunter Charlie George, John Radford und Ray Kennedy, auf Anhieb deutlich verbessern. Arsenal konnte 1968 und 1969 in zwei aufeinander folgende Ligapokalendspiele einziehen, verlor aber beide gegen Leeds United und Swindon Town. Es folgte jedoch 1970 mit dem Gewinn des Messepokals die erste Trophäe für Arsenal seit 17 Jahren, nachdem man im Finale den RSC Anderlecht – nach einem zwischenzeitlichen 0:3-Rückstand im Hinspiel und einem späteren 1:3-Treffer – über einen 3:0-Rückspielsieg in Highbury hatte besiegen können.
Der Sieg in diesem europäischen Vereinswettbewerb sollte jedoch nur der Vorbote für den größten Erfolg von Arsenal unter Mees Regie sein, als die Mannschaft bereits ein Jahr später das Double gewann. Die englische Meisterschaft wurde dabei pikanterweise beim Auswärtsspiel gegen den Lokalrivalen Tottenham Hotspur am letzten Spieltag perfekt gemacht. Fünf Tage später besiegte Arsenal den FC Liverpool durch den entscheidenden Treffer von Charlie George in der Verlängerung mit 2:1.
Fortan konnte Arsenal unter Mee diesen Erfolg nicht mehr bestätigen. Nachdem die Mannschaft 1972 noch einmal in einem FA-Cup-Endspiel gestanden war – und dort Leeds United unterlegen war –, verschwand der FC Arsenal im Mittelfeld der Tabelle. Mee trat im Jahre 1976 schließlich von seinem Traineramt zurück. Er schloss sich dann 1978 dem FC Watford an, wo er Graham Taylor assistierte und sich für den Scoutingbereich verantwortlich zeigte. Dabei entdeckte er unter anderem den späteren Nationalspieler John Barnes. Im weiteren Verlauf bekleidete er in der Vereinsführung von Watford ein Funktionärsamt, bevor er sich 1991 endgültig aus dem Fußballgeschäft zurückzog.
Mee wurde 1994 aufgrund seiner sportlichen Verdienste mit dem Order of the British Empire als „OBE“ ausgezeichnet. Im Alter von 82 Jahren verstarb er im Jahr 2001 in London.

## Sportliche Erfolge
- Messepokalsieger: 1969/70
- Englischer Meister: 1970/71
- FA-Cup-Sieger: 1970/71